# Marek Piechowiak
Marek Piechowiak (ur. 4 sierpnia 1962 w Poznaniu) – polski filozof i nauczyciel akademicki, profesor nauk prawnych, w 2000 rzecznik praw dziecka.

## Życiorys
Ukończył studia na Wydziale Filozofii Katolickiego Uniwersytetu Lubelskiego. Na tej samej uczelni uzyskiwał stopnie doktora (1991) i doktora habilitowanego (2000) w zakresie nauk humanistycznych. W późniejszym okresie ukończył także studia prawnicze w SWPS. W 2016 otrzymał tytuł profesora nauk prawnych. Specjalizuje się w zakresie filozofii prawa i ochronie praw człowieka.
W latach 1991–1996 pracował jako adiunkt w Poznańskim Centrum Praw Człowieka w Instytucie Nauk Prawnych Polskiej Akademii Nauk. Pełnił funkcję kierownika Centrum Naukowej Informacji i Dokumentacji Praw Człowieka.W latach 1994–1996 był zastępcą przewodniczącego komitetu redakcyjnego „Materiałów Poznańskiego Centrum Praw Człowieka”.
8 czerwca 2000 został wybrany na pierwszego rzecznika praw dziecka (z rekomendacji Akcji Wyborczej Solidarność). Do wykonywania obowiązków przystąpił po złożeniu ślubowania przed Sejmem 30 czerwca 2000, zakończył pełnienie tej funkcji 12 października 2000. Został odwołany z urzędu na skutek rezygnacji, którą uzasadniał m.in. brakiem środków w budżecie na funkcjonowanie urzędu.
Zajmował stanowiska profesora na Uniwersytecie Zielonogórskim i Uniwersytetu im. Adama Mickiewicza w Poznaniu, gdzie kierował Zakładem Prawa Kanonicznego. Od 2010 związany ze Szkołą Wyższą Psychologii Społecznej (przekształconą później w Uniwersytet SWPS), gdzie objął stanowisko kierownika Katedry Teorii, Filozofii i Historii Prawa w Instytucie Prawa Wydziału Zamiejscowego w Poznaniu.
Członek Komisji Dyscyplinarnej przy Radzie Głównej Nauki i Szkolnictwa Wyższego w kadencji 2021–2024. W 2024 został wskazany jako sędzia ad hoc z ramienia Polski Europejskiego Trybunału Praw Człowieka.

## Wybrane publikacje
- W poszukiwaniu ontologicznych podstaw prawa. Arthura Kaufmanna teoria sprawiedliwości, Instytut Nauk Prawnych PAN, Warszawa 1992.
- Karta Praw i Wolności. Między prawami człowieka a ideologią, „Materiały Poznańskiego Centrum Praw Człowieka” nr 2/1993.
- Wolność akademicka – Academic freedom (red.), „Materiały Poznańskiego Centrum Praw Człowieka” nr 3/1993.
- Pojęcie praw człowieka, [w:] L. Wiśniewski (red.), Podstawowe prawa jednostki oraz ich sądowa ochrona, Wydawnictwo Sejmowe, Warszawa 1997.
- Filozofia praw człowieka. Prawa człowieka w świetle ich międzynarodowej ochrony, Wyd. Towarzystwo Naukowe KUL, Lublin 1999.
- Preambuła, [w:] T. Smyczyński (red.), Konwencja o prawach dziecka. Analiza i wykładnia, Wyd. Ars Boni et aequi, Poznań 1999.
- Międzynarodowy Pakt Praw Osobistych i Politycznych. Nowy przekład – wydanie dwujęzyczne. Skarga indywidualna do Komitetu Praw Człowieka (red. wraz z R. Hliwą), Poznańskie Centrum Praw Człowieka, INP PAN, Poznań 2001.
- Dobro wspólne jako fundament polskiego porządku konstytucyjnego, Oficyna Trybunału Konstytucyjnego, Warszawa 2012.